# Njoesja
Anna Vladimirovna Sjoerotsjkina (Russisch: Анна Владимировна Шурочкина) (Moskou, 15 augustus 1990), beter bekend onder het pseudoniem Njoesja (Russisch: Нюша), is een Russische zangeres.

## Biografie
Sjoerotsjkina komt uit een muzikale familie, zowel moeder en vader zongen in verschillende bands. Haar artiestennaam Njoesja bedacht ze op haar zeventiende. In 2008 nam ze deel aan het festival New Wave in Letland, waar ze zevende werd.

### Doorbraak
In 2009 bracht ze haar eerste single Vojoe na loenoe uit. Het werd geen grote hit. Haar tweede single Ne perebivaj werd haar eerste nummer 1–hit. Al snel daarna bracht Njoesja haar debuutalbum Vybirat tsjoedo uit. De gelijknamige single werd haar tweede nummer 1–hit in Rusland, maar bereikte ook de top 10 in Letland en Oekraïne. Daarna werd ze voor de MUZ-Awards (de belangrijkste muziekprijs in Rusland) genomineerd in de categorie Beste doorbraak, zonder te winnen.

### Meer succes
Haar singles Bolno en Vysje werden haar derde en vierde nummer 1–hit in Rusland. Njoesja werd weer genomineerd voor MUZ-Awards, zonder prijzen te winnen. Ze werd ook genomineerd voor de categorie Beste Russische Act op de MTV EMA's, die ze won.
In 2012 won Njoesja haar eerste MUZ-Award in de categorie Beste liedje voor haar nummer Vysje, daarnaast was ze ook in de categorie Beste vrouwelijke artiest genomineerd. Haar eerste Engelstalige single Let's make a choice werd haar grootste radiohit tot nu toe en werd zowel nummer één in Rusland als in Oekraïne. Het liedje werd derde op de lijst van meest verkochte liedjes van 2012 in Rusland, net zoals Najedine die ze in 2013 uitbracht.
In 2014 bracht ze de singles Don't you wanna stay en Tsoenami uit. Ook kreeg ze een nominatie voor Beste Russische Act op de MTV EMA's 2014 Voor het WK handbal 2015 in Qatar zong ze samen met 23 andere artiesten het liedje Live it.

## Discografie

### Albums
- 2010 - Vybirat tsjoedo
- 2014 - Objedinenie

### Singles
- 2009 - Vojoe na Loenoe
- 2010 - Ne perebivaj
- 2010 - Vybirat tsjoedo
- 2011 - Plus près (met Gilles Luka)
- 2011 - Bolno
- 2011 - Vysje
- 2012 - Vospominanie/Let's make a chance
- 2012 - Eto Novi God
- 2013 - Najedine
- 2014 - Tolko/Don't you wanna stay
- 2014 - Tsoenami
- 2015 - Gde ti tam ja
- 2016 - Tseloej
- 2016 - Ljoebit tebja